# Paroisse de Richland
Pour les articles homonymes, voir Richland et Comté de Richland.
La paroisse de Richland (anglais : Richland Parish) est une paroisse de l'État de Louisiane aux États-Unis. Le siège est la ville de Rayville. Selon le recensement de 2000, sa population est de 20 981 habitants. Elle a une superficie de 1 446 km² de terre émergée et de 16 km² d’eau. 
La paroisse est enclavée entre la paroisse de Morehouse au nord, les paroisses de Carroll Ouest et de Carroll Est au nord-est, la paroisse de Madison à l'est, la paroisse de Franklin au sud-est, la paroisse de Caldwell au sud-ouest et la paroisse d'Ouachita à l'ouest.  

## Démographie
Lors du recensement de 2000, les 20 981 habitants de la paroisse se divisaient en 60,96 % de « Blancs », 38,01 % de « Noirs » et d’Afro-Américains, 0,18 % d'Asiatiques et 0,13 % d’Amérindiens, ainsi que 0,20 % de non-répertoriés ci-dessus et 0,52 % de personnes métissées. 
La grande majorité des habitants (98,58 %) de la paroisse ne parlent que l'anglais ; 0,51 % parlent le français à la maison .

## Municipalités
- Delhi
- Mangham
- Rayville